# M-Tel Masters
M-tel Masters é a denominação de um torneio de enxadrismo disputado entre super GM's que é realizado desde o ano de 2005, sendo sediado em Sofia, capital da Bulgária, patrocinado e organizado pela empresa de telefonia móvel búlgara M-tel.